# Eustala tumida
Eustala tumida là một loài nhện trong họ Araneidae.
Loài này thuộc chi Eustala. Eustala tumida được Arthur Merton Chickering miêu tả năm 1955.